# Bafétimbi Gomis
Bafétimbi Fredius Gomis (* 6. srpna 1985, La Seyne-sur-Mer, Francie) je francouzský fotbalový útočník a bývalý reprezentant. Od roku 2022 hraje za turecký klub Galatasaray, kde již mezi roky 2017 a 2018 působil. V mezidobí hrál za saúdskoarabský Al Hilal FC. V sezóně 2017/18 byl nejlepší střelec turecké ligy, vstřelil 29 gólů a vyhrál s týmem mistrovský titul.
Během kariéry při fotbale kvůli nízkému krevnímu tlaku několikrát zkolaboval.

## Klubová kariéra
S fotbalem začal v klubu AS Saint-Étienne. Od ledna do června 2005 byl na hostování v Troyes AC, kde odehrál 13 zápasů a šestkrát skóroval.
29. července 2009 podepsal pětiletou smlouvu s Olympique Lyon. Lyon vyplatil AS Saint-Étienne 13 milionů eur.
V sezóně 2011/12 vyhrál s Lyonem Coupe de France (francouzský fotbalový pohár). Na začátku sezóny 2012/13 se klub utkal v Trophée des champions (francouzský Superpohár, hrálo se v USA) s vítězem Ligue 1 - týmem Montpellier HSC, kterého zdolal až v penaltovém rozstřelu poměrem 4:2, po řádné hrací době byl stav 2:2. Gomis hrál v základní sestavě do 65. minuty a vstřelil první branku Lyonu.
V červnu 2014 přestoupil jako volný hráč (tedy zadarmo po skončení smlouvy) do velšského celku Swansea City AFC hrajícího anglickou Premier League. Podepsal čtyřletý kontrakt.

V srpnu 2016 se vrátil do Francie, konkrétně do týmu Olympique Marseille na roční hostování.

### Al Hilal
V létě 2018 odešel 33letý Gomis do Saúdské Arábie, kde podepsal dvouletou smlouvu s tamním mistrem, klubem Al Hilál. Za 151 zápasů vstřelil 116 gólů a dvakrát zvítězil v asijské Lize mistrů.

### Návrat do Galatasaraye
Návrat do Galatasaraye se stal hotovou věcí 2. února 2022. V době jeho příchodu se týmu nedařilo, v ligové tabulce se zapletl do záchranářských bojů.

## Reprezentační kariéra
Bafétimbi Gomis měl díky svému původu možnost výběru mezi reprezentacemi Senegalu a Francie. Nebránil se vstupu do týmu Les Bleus (Francie).

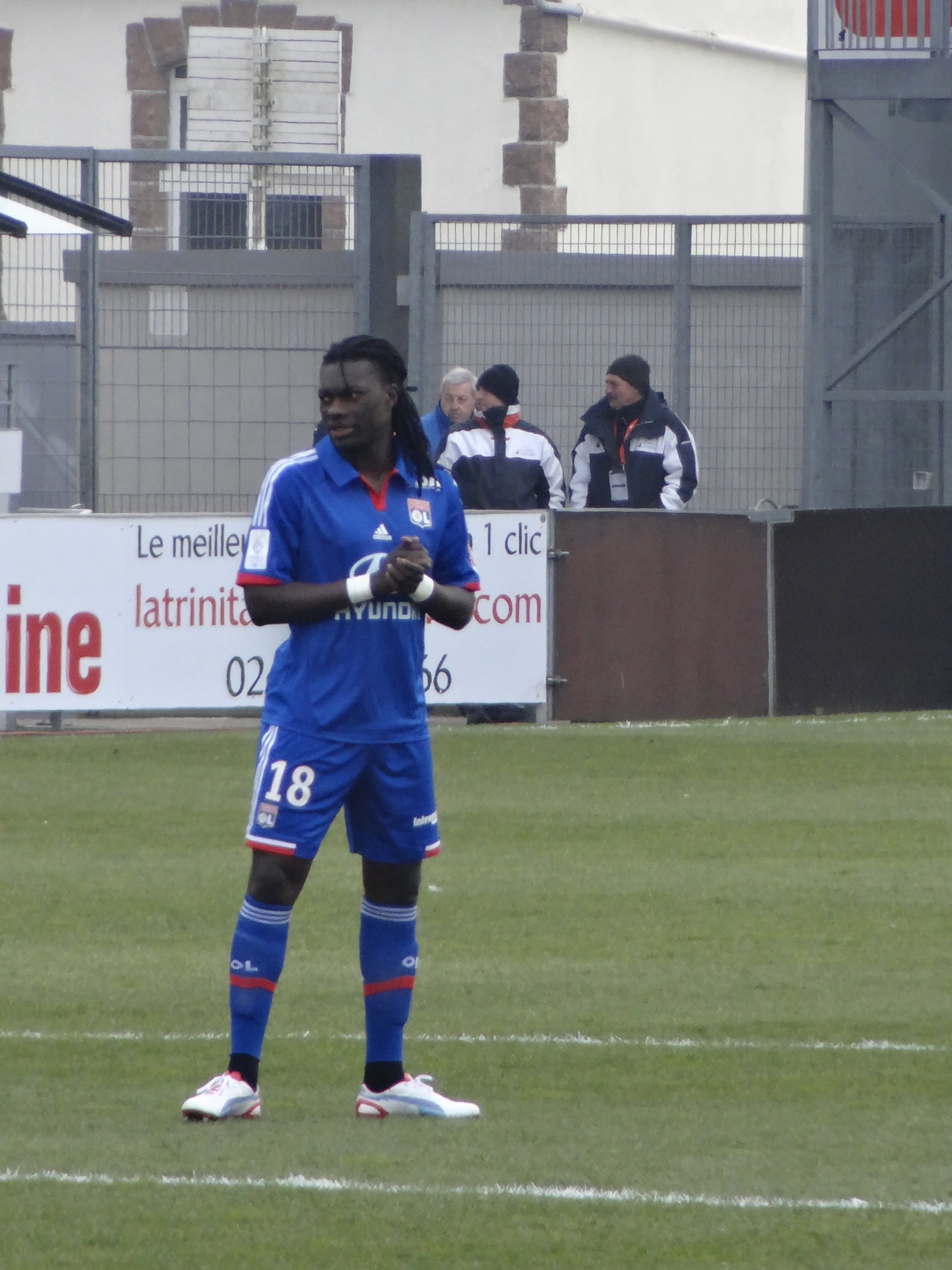
Bafétimbi Gomis v dresu Olympique Lyon.

V A-mužstvu Francie debutoval 27. května 2008 v přátelském utkání proti hostujícímu Ekvádoru, kdy nastoupil do druhého poločasu a dvěma vstřelenými brankami rozhodl o vítězství domácího týmu 2:0. Stal se prvním nováčkem v dresu Francie od roku 1994, kterému se podařilo při svém debutu vstřelit dva góly. Tehdy se totéž podařilo legendárnímu francouzskému záložníkovi s alžírskými kořeny Zinedinu Zidanemu, který při své premiéře 17. srpna 1994 zachraňoval svými dvěma góly remízu 2:2 s hostujícím českým týmem.
7. října 2009 Gomis zkolaboval při tréninku před kvalifikačním zápasem s Faerskými ostrovy. Po chvíli se dal do pořádku a dokončil trénink, ale nestalo se mu to poprvé.

Celkem odehrál v letech 2008–2013 za francouzský národní tým 12 zápasů a vstřelil 3 góly.

### Mistrovství Evropy 2008
Zúčastnil se Mistrovství Evropy 2008 konaného ve Švýcarsku a Rakousku. Francie na turnaji nebyla úspěšná, vypadla již v základní skupině C („skupina smrti“ - nejtěžší základní skupina na turnaji) po remíze 0:0 s Rumunskem a porážkách 1:4 s Nizozemskem a 0:2 s Itálií. Gomis zasáhl jako střídající hráč do utkání s Rumunskem a Nizozemskem, gólově se neprosadil.